# Scott O'Dell
Scott O'Dell (Los Angeles, 23 maggio 1898 – Mount Kisco, 15 ottobre 1989) è stato uno scrittore statunitense.
Autore di letteratura per ragazzi, ha vinto il Premio Hans Christian Andersen nel 1972. Ha anche ricevuto la Medaglia Newbery nel 1961. Tra i suoi lavori più conosciuti vi sono "L'isola dei delfini blu" (Island of the Blue Dolphins1960), The King's Fifth (1966) e The Black Pearl (1967).